# Strömsundsbron
Strömsundsbron je silniční zavěšený most ve švédském městě Strömsund ve stejnojmenné obci v kraji Jämtland přemosťující jezero Ströms Vattudal. Je součástí nejdelší evropské cesty na švédském území E45.  
Celková délka zavěšeného mostu je 332 m, hlavní pole má rozpětí 182 m, boční pole jsou dlouhá 75 m. Pylony jsou 28 m vysoké a mostovka je 14,3 m široká.

## Historie
Spojení obou břehů jezera pomocí přívozu zde existovalo již přibližně od roku 1600, později zde fungoval trajekt, první návrh na stavbu mostu však vznikl v polovině 20. století. Zavěšený most byl navržen německým inženýrem Franzem Dischingerem a byl jedním z prvních moderních zavěšených mostů světa. Jeho výstavba v letech 1953 až 1955 provedla firma Skanska (betonové základy) a německá firma Demag (ocelová konstrukce). Most byl otevřen 27. září 1956 Andersem Tottim, guvernérem kraje Jämtland. 
V říjnu 2010 bylo na most nainstalováno nové osvětlení.